# Bahrajn na Letnich Igrzyskach Olimpijskich 2000
Bahrajn na Letnich Igrzyskach Olimpijskich 2000 reprezentowało 4 zawodników, 2 mężczyzn i 2 kobiety.

## Skład kadry

### Lekkoatletyka
- Mohamed Saleh Naji Haidara – bieg na 800 m mężczyzn (odpadł w 1 rundzie eliminacji)
- Mariam Mohamed Hadi Al Hilli – bieg na 100 m kobiet (odpadła w 1 rundzie eliminacji)

### Pływanie
- Dawood Yosuf Mohamed Jassim – 100 m stylem dowolnym mężczyzn (odpadł w eliminacjach)
- Fatema Hameed Gerashi – 50 m stylem dowolnym kobiet (dyskwalifikacja)